# Las Margaritas (Baja California Sur)
Las Margaritas es una localidad del estado mexicano de Baja California Sur. Es parte del municipio de Mulegé.

## Demografía
| Gráfica de evolución demográfica |
|                                  |

| Censo | Población |
| ----- | --------- |
| 1990  | 664       |
| 2000  | 907       |
| 2010  | 1 595     |
| 2020  | 1 149     |